# Edward Fleming
Pour les articles homonymes, voir Fleming.
Edward Andreas Fleming Møller, né le 25 juillet 1924 à Farum (Danemark) et mort le 12 juin 1992 à Kastrup (Danemark), est un acteur et réalisateur danois.

## Biographie
Edward Fleming fait ses débuts sur scène au Det Ny Teater dans Sommer i Tyrol, et a également des engagements de danse à Paris.
Plus tard, il se fait connaître comme réalisateur de films, avec notamment Og så er der bal bagefter (da) (1970), Den korte sommer (1976), Rend mig i traditionerne (da) (1979), De uanstændige (da) (1983), Den kroniske uskyld (da) (1985) et Sidste akt (da) (1987).
À la télévision, il joue entre autres dans la série En by i provinsen (da).

## Filmographie (sélection)

### Comme acteur
- 1957 : Les Fanatiques d'Alex Joffé : un passager amoureux
- 1958 : Le Désordre et la Nuit : Peter, l'homme éméché (non crédité)
- 1965 : Slå først Frede!
- 1968 : La Bande à Olsen (Olsen-banden) d'Erik Balling : un policier
- 1969 : Olsen-banden på spanden (da)
- 1969 : Tænk på et tal (da)
- 1971 : Med kærlig hilsen (da)
- 1972 : Olsen-bandens store kup (da)
- 1972 : Comment faire partie de l'orchestre ? (Man sku være noget ved musikken) d'Henning Carlsen
- 1975 : Sønnen fra Vingården (da)
- 1976 : Den korte sommer
- 1976 : Hjerter er trumf (da)
- 1978 : Hør, var der ikke en som lo? (da)
- 1978 : Lille spejl (da) (également réalisateur)
- 1978 : Olsen-banden går i krig (da)
- 1979 : Olsen-banden overgiver sig aldrig (da)
- 1981 : Olsen-banden over alle bjerge (da)
- 1982 : Images d'une libération (Befrielsesbilleder) de Lars von Trier
- 1986 : Ballerup Boulevard (da)

### Comme réalisateur
- 1970 : Og så er der bal bagefter (da)
- 1976 : Den korte sommer
- 1979 : Rend mig i traditionerne (da)
- 1983 : De uanstændige (da)
- 1985 : Den kroniske uskyld (da)
- 1987 : Sidste akt (da)

## Récompenses et distinctions
- (en) Edward Fleming: Awards, sur l'Internet Movie Database